# Tau Ceti e
Tau Ceti e (tau Cet e, HD10700 e) – Planeta pozasłoneczna typu superziemia okrążająca gwiazdę Tau Ceti.

## Nazwa
Nazwa planety pochodzi od nazwy gwiazdy, którą ciało to okrąża. Mała litera „e” oznacza, że jest to czwarta odkryta planeta okrążająca tę gwiazdę.

## Odkrycie
Planetę odkryto w 2012 roku, była to jedna z pierwszych dwóch potwierdzonych planet w tym układzie.

## Charakterystyka

### Masa i orbita
Masa tej planety jest równa 3,9 masy Ziemi, co wskazuje, że najprawdopodobniej jest to planeta skalista. Jej okres orbitalny wynosi ok. 162 dni.

### Gwiazda centralna
Tau Ceti to Żółty karzeł, gwiazda podobna do Słońca. Ma ona masę równą 0,783 masy Słońca. Temperatura fotosfery gwiazdy to około 5344 K, jest ona odległa od Ziemi o 11,9 roku świetlnego.
Gwiazda ta jest starsza niż Słońce, jej wiek szacowano dawniej na około 5,8 miliarda lat, ale obecnie za bardziej prawdopodobny uważa się wiek 7,6 mld lat.